# Bañón
Pour les articles homonymes, voir Banon.
Bañón est une commune d’Espagne, dans la Comarque du Jiloca, province de Teruel, communauté autonome d'Aragon.